# Киро Донев
Киро Донев (на македонска литературна норма: Киро Донев) е писател за деца и юноши, поет, разказвач, романист и преводач от Северна Македония.

## Биография
Роден е на 21 март 1942 година в струмишкото село Моноспитово, тогава в България. Член е на Дружеството на писателите на Македония от 1970 година. Донев е директор и главен редактор на „Детска радост“ към НИП „Нова Македония“.

## Творчество
- Жаба спикер (поезия, 1967),
- Било – не било (разкази, 1969),
- Априли – ли (пиески, 1969),
- Да се запознаеме (разкази, 1971),
- Мешана салата (хумористично-сатирична проза, 1972),
- Ај погоди (гатанки, 1982),
- Битката на Мечкин камен (повест, 1982),
- Шенко (роман, 1983),
- Јордан Пиперката (повест, 1983),
- Пере Тошев (повест, 1984),
- Стражари на мирот (разкази, 1985),
- Збркана сказна (роман, 1986),
- Мојот свет (избор, 1986),
- Ден по ден година (разкази, 1987),
- Ајде да патуваме (книжка с картинки, 1988),
- Внукот на мајорот (роман, 1989),
- Шарена криенка (разкази, 1990),
- Наталија во лагалија (книжка с картинки, 1990),
- Таинтсвена книга (книжка с картинки, 1990),
- Ден по ден година (книжка с картинки, 1991),
- Манастирски ѕвона (роман, 1992),
- Далаверите на Добре лошиот (роман, 1992),
- Четириножните рицари (роман, 1993),
- Азбучна криенка (гатанки, 1995),
- Стихувани случки за внучиња и внучки (поезия, 1997),
- Надуенка (разкази, 1997), Збркана бајка (роман, 1997),
- Шарена криенка (разкази, 1998), Киндер квачка (роман, 1999),
- Приказни од Зоопаркот (разкази, 2000).

Носител на наградите „Гоцева повелба“ – Подгорци, „Ванчо Николески“ на Дружеството на писателите на Македония.